# Disparition de Danielle Judic
La disparition de Danielle Judic est une affaire judiciaire en France non élucidée. Le 31 décembre 1978, la pharmacienne de Belle-Île-en-Mer Danielle Judic, âgée de 26 ans, participe à un réveillon qu’elle quitte vers 22 heures en voiture. Le lendemain, elle est introuvable. L’enquête policière qui s'ensuit ne parvient pas à déterminer les causes de sa disparition, et différentes hypothèses ont été avancées.

## Faits
Danielle Judic est une pharmacienne de 25 ans installée depuis 1976 à Le Palais, plus grande ville de Belle-Île-en-Mer, une île du Morbihan située au large des côtes bretonnes. Le 31 décembre 1978, elle participe à une soirée de réveillon chez un des médecins de l'hôpital de l'île, où sont présents de nombreux membres du personnel médical. Vers 22 heures, un couple la voit sortir de la maison, visiblement en colère. Elle se serait disputée avec l'un de ses amants présent à cette soirée, qui l'a menacée avec un couteau. Elle prend sa voiture, et des témoins la voient rentrer chez elle (probablement pour se changer : sa robe de soirée est retrouvée par sa femme de ménage le 3 janvier). Elle repart ensuite en voiture sur la route de Bangor, et bifurque vers Port-Coton, en direction des falaises de Gouphar, un lieu où la route serpente près de falaises escarpées.
Les trois jours suivants, une tempête frappe l'île. Le 2 janvier, la disparition de Danielle Judic est signalée et les premières recherches commencent.

## Hypothèses
La première hypothèse envisagée est celle d'un accident de voiture : roulant de nuit sur une route dangereuse, Judic aurait pu tomber dans les falaises. Néanmoins, aucun reste de la voiture ni de trace de dérapage n'est retrouvé. Les recherches menées par les plongeurs ne donnent aucun résultat. Certaines personnes évoquent son projet de partir en voyage au Mexique ou en Australie. Toutefois, comme son nom n'apparaît pas dans les registres des bateaux qui ont quitté l'île pour rejoindre le continent, cette possibilité est écartée.
La brigade des stupéfiants est chargée du dossier à la demande du procureur. Danielle Judic aurait en effet pu participer à un trafic de produits pharmaceutiques. Son amant Cornu est suspecté de l'avoir assassinée. Toutefois, Cornu décède par suicide en prison six mois plus tard alors qu’il est incarcéré dans le cadre d'un trafic de stupéfiants.
En 1990, la procédure judiciaire se conclut par un non-lieu.
En 2010, un squelette retrouvé sur une plage laisse penser qu’il pourrait s'agir du sien ; mais les analyses démontrent qu’il s'agit d'un individu mort une centaine d'années auparavant.
En 2015, une nouvelle hypothèse est avancée : sa voiture aurait pu tomber dans un gouffre qui a ensuite été rebouché. Cette même année, la famille demande au député Yves Daniel de pouvoir accéder au dossier de l’enquête.
En 2024, l’enquête est confiée à l’association Assistance et recherche de personnes disparues (ARPD).

## Dans la culture
La disparition de Danielle Judic est adaptée en roman par Christophe Ferré en octobre 2023,.